# Gonçal Ferrandis d'Híxar i Centelles
Gonçal Ferrandis d'Híxar i de Centelles (Aragó, vers ? - Valls, 1435), arquebisbe de Tarragona.
Fou fill del baró d'Híxar Alfons Ferrandis d'Híxar i de Toda de Centelles.
Resta enterrat en prop de la grada del presbiteri de la Catedral de Tarragona.